# Le Dernier Amant romantique
Pour plus de détails, voir Fiche technique et Distribution.
Le Dernier Amant romantique (The Last Romantic Lover) est un film franco-espagnol réalisé par Just Jaeckin, sorti en 1978.

## Synopsis
La rédactrice en chef d'un magazine féminin new-yorkais organise le concours du "dernier amant romantique", dans le but de savoir si les hommes ont encore le sens de la romance.

## Fiche technique
- Titre : Le Dernier Amant romantique
- Titre anglais : The Last Romantic Lover
- Réalisation : Just Jaeckin
- Assistant réalisateur : Alain Bonnot
- Scénario : Ennio De Concini, César Fernández Ardavín et Just Jaeckin
- Production : Bernard Lenteric
- Musique : Pierre Bachelet
- Photographie : Robert Fraisse
- Montage : Françoise Bonnot
- Affiche : Yves Thos
- Studios : Paris-Studios-Cinéma (Studios de Billancourt)
- Pays de production :  France
- Format : couleur
- Genre : drame
- Durée : 104 minutes
- Date de sortie : 26 avril 1978
- Affiche : René Ferracci (France)

## Distribution
- Dayle Haddon : Elisabeth
- Gérard Ismaël : Pierre
- Fernando Rey : Max
- Thierry Lhermitte : L'Hermitte
- Albert Dray : Auguste
- Étienne Chicot : Un maquereau
- Daniel Duval : Un maquereau
- Roland Blanche : Bianco, le clown blanc
- Zorica Lozic : Thérèse
- Gilles Kohler : Scorpion
- Georges Beller : Simoni/l'empereur
- Moustache
- Catriona MacColl

## Autour du film
- La musique du film est de Pierre Bachelet, les deux chansons Romantic Lover sont chantées par Cher Komisar et Roman d'Amour par Marie Laforêt.
- Le film a remporté un prix record pour le cinéma français au Canada[1].